# 石阪丈一
石阪 丈一（いしざか じょういち、1947年（昭和22年）6月29日 - ）は、日本の政治家。東京都町田市長（5期）。株式会社町田まちづくり公社代表取締役。

## 来歴
5人兄弟の末っ子として東京都南多摩郡鶴川村（現在の町田市野津田町)で生まれる。町田市立鶴川小学校(現在の町田市立鶴川第一小学校)、町田市立鶴川中学校、東京都立立川高等学校を経て横浜国立大学経済学部卒業後、1971年4月に横浜市役所に就職。総務局に配属され、以後横浜市企画財政局での勤務や総合研究開発機構、横浜国際平和会議場（パシフィコ横浜）への出向を経て、2004年4月1日に横浜市港北区長に就任し、2005年9月30日まで港北区長を務める。
2006年2月26日に町田市長選挙に出馬し、自由民主党の伊藤公介衆議院議員（当時）の支援も受けて初当選を果たした。しかし当選直後、政治資金パーティーによる政治資金規正法違反（公務員の地位利用）が発覚し、罰金30万円の略式命令を受ける。同事件を受けて、中田宏横浜市長（当時）側近2名を含む横浜市の職員総勢88人の処分が下されたが、石阪市長側は罰金の支払いのみ行われた。
※当日有権者数：325,821人 最終投票率：44.1%（前回比：-4.64pts）
| 候補者名 | 年齢 | 所属党派 | 新旧別 | 得票数   | 得票率 | 推薦・支持 |
| -------- | ---- | -------- | ------ | -------- | ------ | ---------- |
| 石阪丈一 | 58   | 無所属   | 新     | 41,013票 | 29.60% |            |
| 真木茂   | 41   | 無所属   | 新     | 34,907票 | 25.20% |            |
| 大西宣也 | 64   | 無所属   | 新     | 21,120票 | 15.24% |            |
| 三溝裕子 | 68   | 無所属   | 新     | 16,328票 | 11.79% |            |
| 藤田学   | 36   | 無所属   | 新     | 13,041票 | 9.41%  |            |
| 西山由之 | 64   | 無所属   | 新     | 12,131票 | 8.76%  |            |

2010年2月21日の市長選では自民・公明2党の支援を受け、国政与党（市議会では野党）の民主・社民・国民新3党及び生活者ネットワークが推薦する元首都大学東京教授の秋山哲男ら4人を破り、再選を果たした。
※当日有権者数：人 最終投票率：50.02%（前回比：+5.92pts）
| 候補者名 | 年齢 | 所属党派   | 新旧別 | 得票数   | 得票率 | 推薦・支持                             |
| -------- | ---- | ---------- | ------ | -------- | ------ | -------------------------------------- |
| 石阪丈一 | 62   | 無所属     | 現     | 80,299票 | 48.83% |                                        |
| 秋山哲男 | 61   | 無所属     | 新     | 48,435票 | 29.45% | 推薦：民主・社民・国民新・生活者ネット |
| 宮本聖士 | 43   | 無所属     | 新     | 16,458票 | 10.01% |                                        |
| 古橋良恭 | 48   | 日本共産党 | 新     | 13,715票 | 8.34%  |                                        |
| 仲政江   | 58   | 無所属     | 新     | 5,540票  | 3.37%  |                                        |

2014年2月23日の市長選では自民や公明の支援を受け元市議ら3人を破り3選を果たした。
※当日有権者数：340,281人 最終投票率：41.33%（前回比：-8.69pts）
| 候補者名 | 年齢 | 所属党派 | 新旧別 | 得票数   | 得票率 | 推薦・支持 |
| -------- | ---- | -------- | ------ | -------- | ------ | ---------- |
| 石阪丈一 | 66   | 無所属   | 現     | 76,869票 | 56.37% |            |
| 斎藤祐善 | 40   | 無所属   | 新     | 31,583票 | 23.16% |            |
| 木原信義 | 64   | 無所属   | 新     | 22,909票 | 16.80% |            |
| 仲政江   | 62   | 無所属   | 新     | 5,004票  | 3.67%  |            |

2018年2月25日の市長選では自民や公明の支援を受け81,677票を獲得し元市議・元小学校教諭の2人を破り4選を果たした。
※当日有権者数：352,453人 最終投票率：42.34%（前回比：+1.01pts）
| 候補者名   | 年齢 | 所属党派 | 新旧別 | 得票数   | 得票率 | 推薦・支持 |
| ---------- | ---- | -------- | ------ | -------- | ------ | ---------- |
| 石阪丈一   | 70   | 無所属   | 現     | 81,677票 | 56.40% |            |
| 木原信義   | 68   | 無所属   | 新     | 36,187票 | 25.00% |            |
| 河辺康太郎 | 38   | 無所属   | 新     | 26,956票 | 18.61% |            |

2021年11月10日、翌年2月に行われる市長選に5選を目指して出馬する意向を表明した。
2022年2月20日に行われた市長選の投開票の結果、元東京都議会議員の吉原修ら5候補を破り5選を果たす。
※当日有権者数：356,848人 最終投票率：42.51%（前回比：+0.17pts）
| 候補者名 | 年齢 | 所属党派     | 新旧別 | 得票数   | 得票率 | 推薦・支持                                                                 |
| -------- | ---- | ------------ | ------ | -------- | ------ | -------------------------------------------------------------------------- |
| 石阪丈一 | 74   | 無所属       | 現     | 53,323票 | 35.96% |                                                                            |
| 吉原修   | 66   | 無所属       | 新     | 36,632票 | 24.71% |                                                                            |
| 奥沢高広 | 39   | 日本維新の会 | 新     | 31,011票 | 20.92% |                                                                            |
| 清原理   | 63   | 無所属       | 新     | 22,780票 | 15.36% | 推薦：立憲、共産、れいわ、社民、生活者ネット、緑の党グリーンズジャパン推薦 |
| 黒川敦彦 | 43   | つばさの党   | 新     | 3,204票  | 2.16%  |                                                                            |
| 宮井宏直 | 49   | 無所属       | 新     | 1,314票  | 0.89%  |                                                                            |

## 著書
- 「忙しいパパでもできる！ 子育てなんとかなるブック」 2009年 ナナ・コーポレート・コミュニケーション ISBN 978-4901491853